# De Standaard
De Standaard er et dagblad i Belgien. Avisen er nederlandsksproget og har hjemsted i Groot-Bijgaarden i Flandern.
Avisen blev grundlagt i 1918 og har historisk støttet partiet CVP (Katolske Folkeparti, i dag det kristendemokratiske CD&V). I dag er avisen politisk neutral. Oplaget var i 2005 på 97.226. Siden 2004 er avisen overgået til tabloidformat.